# Eurata parishi
Eurata parishi là một loài bướm đêm thuộc phân họ Arctiinae, họ Erebidae.